# 니콜 힐츠
니콜 힐츠(Nichole Hiltz, 1978년 9월 3일 ~ )는 미국의 배우, 텔레비전 배우, 영화배우이다.

## 방송
- 인 플레인 사이트 5
- 더 리치스

## 영화
- 레오니 (2010년) - 에텔 아메스 역
- 인 플레인 사이트 (2008년)
- 트레일러 파크 오브 테러 (2008년)
- 더 리치스 (2007년)
- 트레일러 파크 보이스: 더 무비 (2006년)
- 에이리언 오텁시 (2006년)
- 올 소울 데이: 다이 드 로스 무에르토스 (2005년) - 에리카 역
- 본즈 1 (2005년)
- 베니스 언더그라운드 (2005년)
- 위기의 주부들 (2004년)
- 풀 클립 (2004년)
- 사랑해도 참을 수 없는 101가지 (2004년)
- 스팽글리쉬 (2004년)
- 블루베리 (2004년) - 로라 역
- 스코츠드 (2003년)
- 사랑할 때 버려야 할 아까운 것들 (2003년)
- 메이 (2002년) - 엠브로시아 역
- 오스틴 파워: 골드 멤버 (2002년)
- 아마존 글래디에이터 (2001년)
- 내겐 너무 가벼운 그녀 (2001년)
- 내 차 봤냐? (2000년)
- CSI 라스베가스 시즌1 (2000년)